# Gighera
Gighera là một xã thuộc hạt Dolj, România. Dân số thời điểm năm 2002 là 3652 người.